# Campionato centramericano COCABA maschile di pallacanestro 1999
Il 1º Campionato dell'America Centrale Maschile di Pallacanestro FIBA (noto anche come FIBA COCABA Championship 1999) si è svolto dal 20 novembre al 26 novembre 1999 a San José in Costa Rica. Il torneo è stato vinto dalla nazionale panamense.
I FIBA COCABA Championship sono una manifestazione contesa dalle squadre nazionali del Centro America, organizzata dalla COCABA (Confederazione America Centrale), nell'ambito della FIBA Americas.

## Squadre partecipanti
- Costa Rica
- Guatemala
- Honduras
- Nicaragua
- Panama

## Classifica finale
| Pos | Squadra    | V-P |
| --- | ---------- | --- |
|     | Panama     | 4-0 |
|     | Honduras   | 3-1 |
|     | Costa Rica | 3-2 |
| 4   | Nicaragua  | 1-4 |
| 5   | Guatemala  | 0-4 |